# M-10000
M-10000 (эксплуатировался под фирменными названиями The Streamliner и City of Salina) — опытный сочленённый однонаправленный пассажирский моторвагонный поезд-стримлайнер с двигателем внутреннего сгорания, построенный в 1934 году компаниями «Пульман-Стандарт» и «Электро-Мотив» по заказу железной дороги «Юнион Пасифик», родоначальник семейства из 11 скоростных поездов «Юнион Пасифик». Поезд разрабатывался и строился одновременно с «Зефиром» компании «Берлингтон», и был построен первым, но введён в регулярную эксплуатацию после «Зефира». M-10000 прослужил на региональных маршрутах Среднего Запада США неполные семь лет и был утилизирован в 1942 году.

## Предпосылки постройки
В благополучные 1920-е годы пассажиропоток американских железных дорог медленно сокращался из-за автомобилизации населения и строительства автодорожной сети. Железнодорожники вели дела консервативно, в ущерб комфорту пассажиров. Абсолютное большинство перевозок выполнялось на паровой тяге, абсолютное большинство поездок приходилось на сидячие вагоны. Купейные и спальные вагоны были роскошью, доступной немногим.
Великая депрессия резко подорвала покупательную способность американцев, и к 1934 году пассажиропоток упал вдвое по сравнению с докризисными годами. Железные дороги пытались выживать двумя путями: жёсткой экономией, с одной стороны, и повышением комфортности и привлекательности существующих маршрутов. Постепенные усовершенствования были недостаточны: требовались революционные изменения, способные привлечь и удержать пассажиров. Таким решением стали лёгкие, экономичные поезда-стримлайнеры с двигателями внутреннего сгорания.
Заказчиками первых поездов нового поколения стали железные дороги «Юнион Пасифик» и «Берлингтон», а разработчиками и производителями — «Пульман-Стандарт», «Бадд» и подконтрольные «Дженерал Моторс» компании «Уинтон» и «Электро-Мотив». Два опытных состава, M-10000 компании «Юнион Пасифик» и «Зефир» компании «Берлингтон», строились и вошли в строй почти одновременно и стали родоначальниками двух обособленных семейств поездов.

## Опыт «Юнион Пасифик» и «Пульман-Стандарт»
В начале XX века «Юнион Пасифик» профинансировала разработку и производство бензиновых автомотрис конструкции Уильяма Маккина. Вскоре компания Маккина стала подразделением «Юнион Пасифик», а произведённые ею автомотрисы — основным типом подвижного состава на местных линиях. В 1927 году «Юнион Пасифик» ввела в эксплуатацию бензиновые автомотрисы второго поколения, оказавшиеся исключительно надёжными и прослужившие до 1958 года. В то же время президент и совладелец железной дороги Аверелл Гарриман начал изучать и приобретать новейшие европейские разработки по дизельным двигателям. Дизели были предпочтительнее двигателей на бензине или лигроине, но приемлемых для железнодорожного транспорта моделей ещё не существовало. Опытный алюминиевый дизель Чарльза Кеттеринга, предназначенный для тепловозов, появился лишь в конце 1932 года.

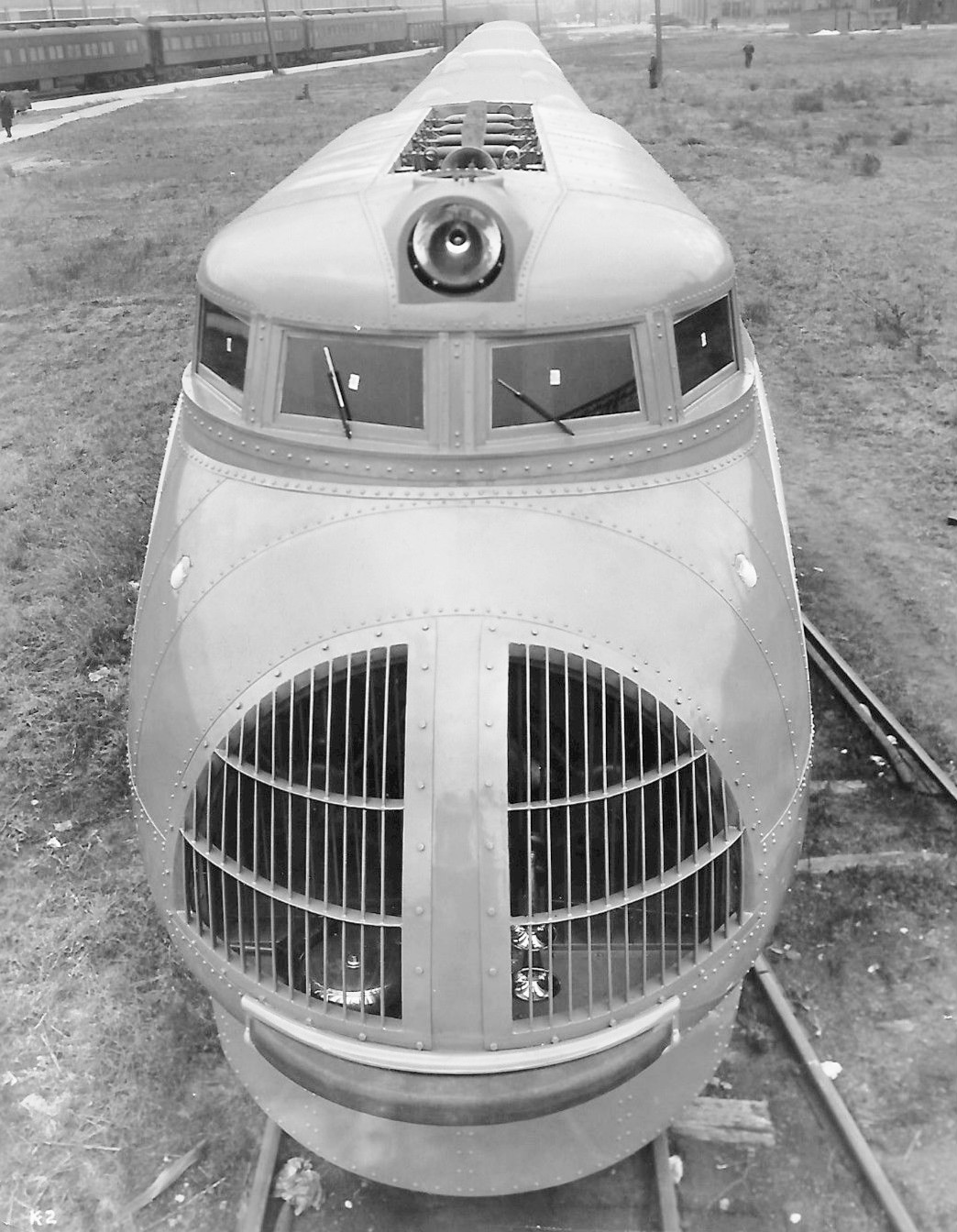
24 января 1934 года. М-10000 впервые покинул цех завода «Пульман» в Чикаго. На стёклах видны временные заводские наклейки

Компания «Пульман-Стандарт», монополист на рынке пассажирских вагонов, также пыталась войти на рынок автомотрис, и построила несколько опытных образцов. В 1933 году «Пульман-Стандарт» пригласила конструктора Уильяма Стаута, автора новаторского автомобиля Stout Scarab. Главной целью совместного проекта, получившего имя Railplane («рельсовый самолёт»), стало предельно возможное снижение энергозатрат за счёт снижения массы и улучшения лобового сопротивления. Автомотриса Стаута, рассчитанная на 50 пассажиров, весила всего 11,3 т при длине 18,3 м (традиционный вагон-пульман весил около 80 т, а облегчённые вагоны — около 50 т). Основой служил пространственный каркас из стальных труб, обшитый алюминиевыми панелями. Два бензиновых мотора общей мощностью 320 л. с. обеспечивали максимальную скорость 145 км/ч. «Рельсовый самолёт», предназначенный для замены небольших местных поездов на паровой тяге, оказался слишком нетрадиционным для своего времени, и не пошёл в серию — но он заинтересовал Гарримана и менеджеров «Юнион Пасифик». Рассмотрев предложения четырёх производителей — «Бадд», «Брилл», «Ингерсолл-Рэнд» и «Пульман», железнодорожники сделали выбор в пользу последнего.
Переговоры и консультации шли в течение первой половины 1933 года. За это время инженеры не только согласовали примерную компоновку, размеры и внешний облик будущего поезда, но и продули его деревянную модель в аэродинамической трубе Мичиганского университета. Только после этого, 23 мая, Аверелл Гарриман публично объявил о сотрудничестве с «Пульман»; конкурирующий тандем «Берлингтон» и «Бадд» был юридически оформлен 17 июня 1933 года. Сроки завершения обоих проектов, включая испытания, обкатку и доработку поездов, совпадали. Обе премьеры должны были состояться на всемирной выставки «Столетие прогресса» в Чикаго, второй сезон которой должен был открыться 25 мая 1934 года. По существу, М-10000 и был детищем исторической выставки — его разработка шла под влиянием идей, заявленных в её первый сезон.
Два проекта завершились созданием очень похожих поездов, но были предназначены для разных рынков. Руководство «Берлингтон» планировало использовать новинку на малолюдном, убыточном региональном маршруте, где не требовались ни спальные вагоны, ни большая вместимость. Именно на этом и подобных маршрутах и прошла служба «Зефира». «Юнион Пасифик», напротив, рассчитывала поставить новый поезд на востребованный дальнемагистральный маршрут Чикаго — Лос-Анджелес — но фактически построенный M-10000 был пригоден лишь для коротких региональных маршрутов.

## Конструкция
Руководителем проекта, ответственным за выбор ключевых технических решений, стал вице-президент (главный инженер) «Юнион Пасифик» Эверетт Адамс (E. E. Adams). Конструкцию вагонов создал Мартин Бломберг, внешний облик — Уильям Стаут и Ральф Апсон. Патенты США на компоновку и внешний облик поезда были выданы коллективу из четырёх соавторов — Адамсу, Бломбергу, Уильяму Масси и Стауту. Силовую установку разработала компания «Электро-Мотив», а дизайном интерьеров занималась супруга Гарримана Мари.

### Составность
В первоначальной заводской конфигурации М-10000 включал три вагона: головной моторный c отделением железнодорожной почты и багажным отсеком, промежуточный прицепной пассажирский и хвостовой прицепной пассажирский с буфетом. Так как поезд изначально строился для двадцатичетырёхчасового маршрута Чикаго — Лос-Анджелес, то в его составе предусматривался четвёртый, спальный вагон. Он был построен к маю 1934 года, но фактически использовался в составе второго поезда-стримлайнера «Юнион Пасифик», М-10001.

### Кузов

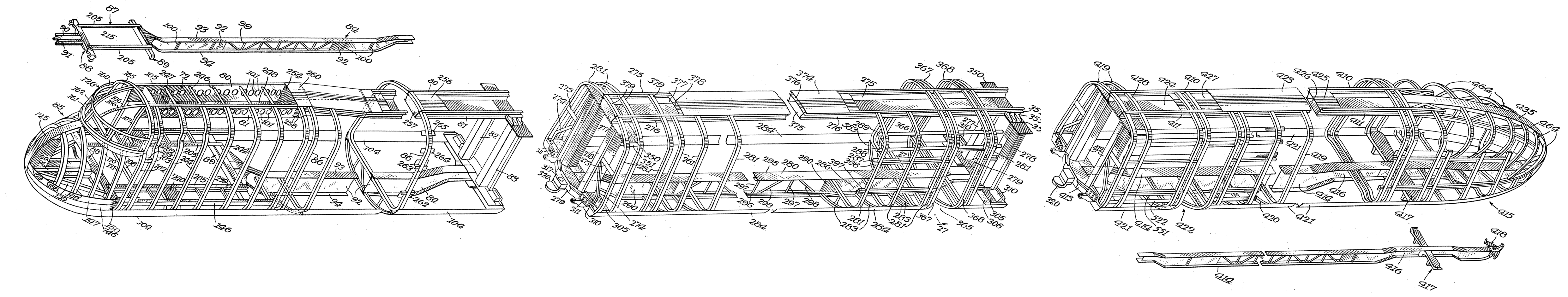
Силовой каркас вагонов (позднейшая модель поезда, конструктивно аналогичная М-10000). Рисунки из патента Мартина Бломберга. Слева вверху и справа внизу несущие лонжероны

По настоянию Адамса вагоны строились безрамными. Основой каждого была жёсткая «труба» пространственного стального каркаса; в моторном и в хвостовом вагоне «труба» подкреплялась мощными продольными лонжеронами. Внешняя обшивка «трубы», по предложению «Пульман», выполнялась из алюминия на заклёпках и полностью охватывала подвагонное пространство.
Внешний вид М-10000, по замыслу конструкторов, должен был быть эффектным и проецировать ощущение силы и скорости. По мнению же позднейших авторов, М-10000 скорее напоминал гусеницу, червя или дирижабль на рельсах. Полусферическая лобовая оконечность моторного вагона была отдана воздухозаборнику системы охлаждения, над ним располагалась кабина управления, плавно переходящая в обтекатель радиаторов охлаждения. За пределами этой надстройки высота вагонов снижалась до 3,3 м, при этом просвет между уровнем головки рельса и нижними обтекателями вагонов составлял всего 24 см.
По соображениям безопасности борта M-10000 были окрашены в канареечно-жёлтый цвет, а крыша, нижние обтекатели и лобовая полусфера — в золотисто-коричневый. Под окнами проходила декоративная малиново-красная полоса и полосы неокрашенного алюминия. Эта схема окраски, предположительно впервые применённая именно на М-10000, стала фирменный стандартом «Юнион Пасифик» под именем «Жёлтая броня» (англ. Armour Yellow).

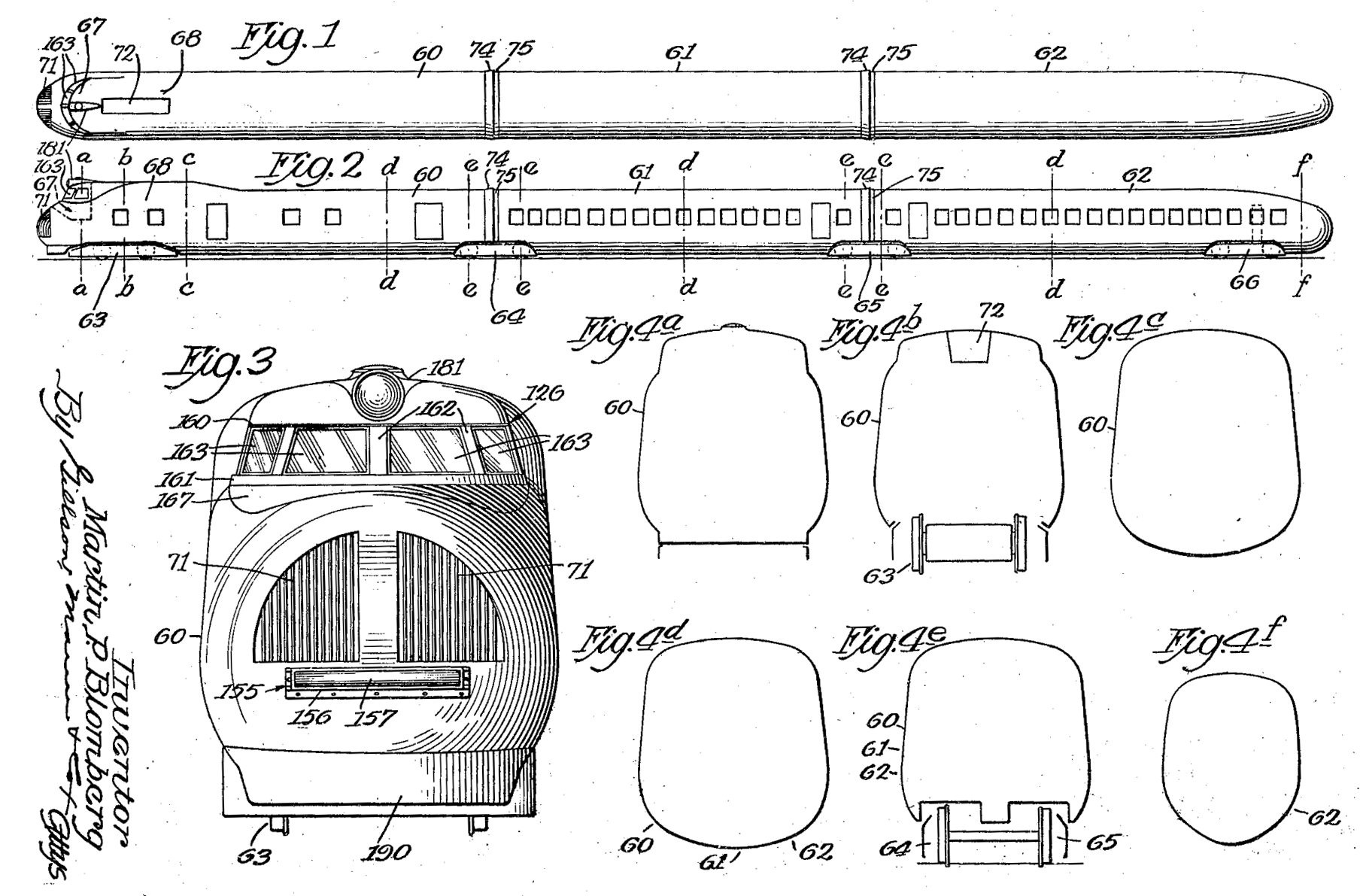
Поперечные сечения моторного головного вагона (4a-4e), пассажирских вагонов (4d-4e) и хвостовой оконечности (4f). Рисунок из патента Бломберга
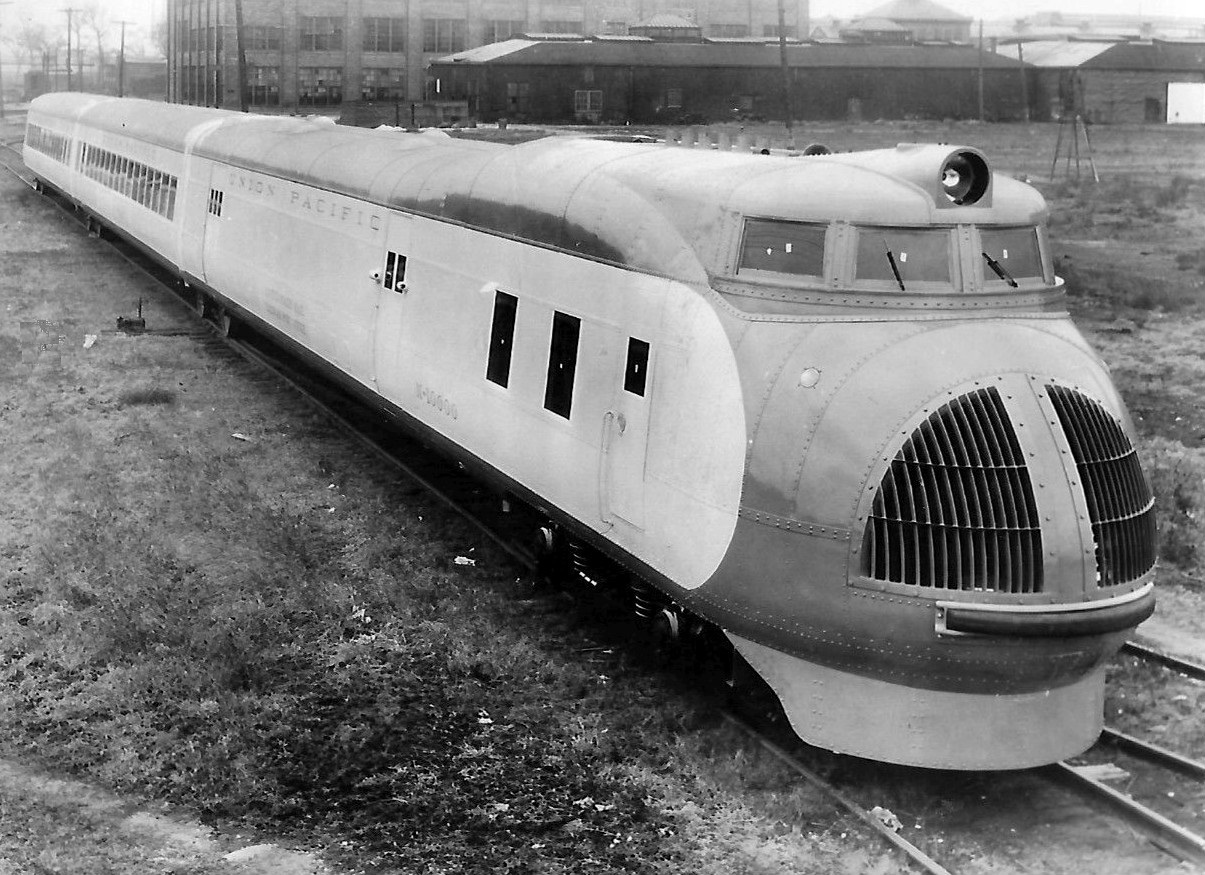
Поезд со стороны моторного головного вагона
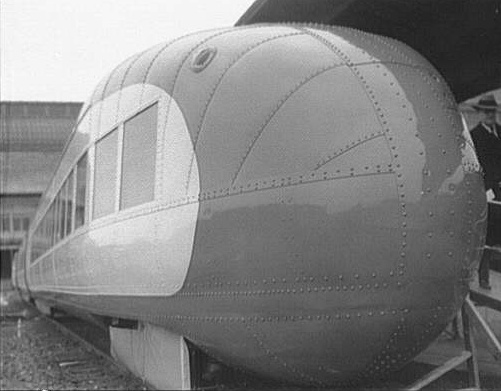
Хвостовая оконечность поезда

### Двигатель
В начале проекта его организаторы рассчитывали установить на М-10000 перспективный, ещё не существующий в металле дизельный двигатель «Уинтон 201» конструкции Кеттеринга. Его стационарный прототип успешно демонстрировался на чикагской выставке 1933 года, но не предполагал установку на локомотив. Доводка и испытания железнодорожной версии дизеля затянулась, и в начале 1934 года конструкторам пришлось изменить проект и установить на М-10000 двигатель на лёгком топливе («дистилляте») с искровым зажиганием «Уинтон 191». При той же мощности в 600 л. с. он лишь незначительно проигрывал дизелю в стоимости топлива.

### Ходовая часть
Все тележки поезда являются двухосными; передняя тележка головного вагона является моторной, остальные — безмоторными. В ходовой части применялись межвагонные тележки Якобса, что позволило сократить общее число тележек с шести до четырёх и устранить межвагонные автосцепки, и тем самым значительно снизить массу поезда. Снаряжённая масса М-10000 в трёхвагонной конфигурации составила всего 85 т — меньше, чем весил один «тяжёлый» вагон пульмановского стандарта. Межвагонные сочленения с опорами на тележки Якобса отличались меньшими рывками при трогании с места, и меньшей раскачкой в движении. Но они же не позволяли оперативно переформировывать составы; выход из строя одного вагона ставил на прикол весь поезд.

### Интерьеры

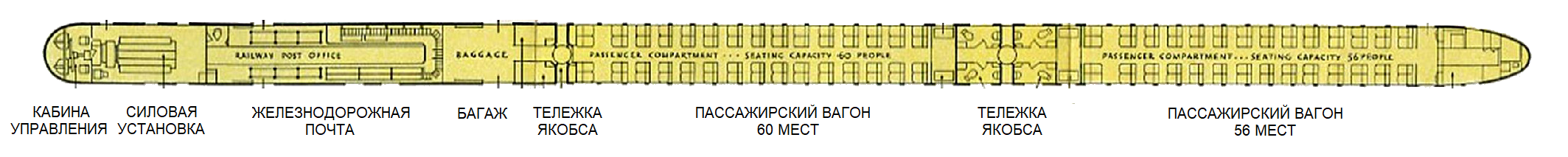
Схема интерьеров состава в первоначальной, трёхвагонной конфигурации

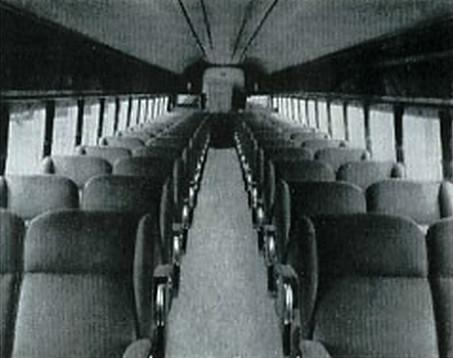
Пассажирский салон поезда

В первом, моторном, вагоне поезда размещались кабина машиниста, машинное отделение с двигателем, отсек почты, занимавший примерно половину длины вагона, и небольшой багажный отсек в хвосте вагона. Во втором промежуточном вагоне размещался пассажирский салон на 60 сидячих мест, а в третьем — салон на 56 сидячих мест (по другим данным — 56 и 52 места, или 121 место суммарно). Сиденья в салоне располагались продольно по схеме 2+2 по бокам от центрального прохода лицом по направлению движения. В неостеклённой хвостовой оконечности располагался буфет (в остеклённом хвосте «Зефира» располагался панорамный пассажирский салон). В торцевых частях пассажирских вагонов возле перехода между ними по бокам от прохода располагались туалеты.
Интерьеры пассажирских салонов М-1000 были выдержаны в голубых тонах, от почти белого на потолке до ультрамарина в нижних частях бортов. Различные оттенки отделялись друг от друга наличниками из полированных алюминиевых полос. Глухие окна в обрамлении из чёрного бакелита устанавливались заподлицо с внешними панелями бортов. Пассажирские кресла с развитыми боковинами были обтянуты золотисто-коричневой тканью в тон внешней окраске и декорировались накладками из матового алюминия. Багажные полки отсутствовали по соображениям «чистоты линий» интерьера; Мари Гарриман вспоминала, что ей стоило немалых усилий убедить руководство «Пульмана» в верности выбранных решений.

## Эксплуатация

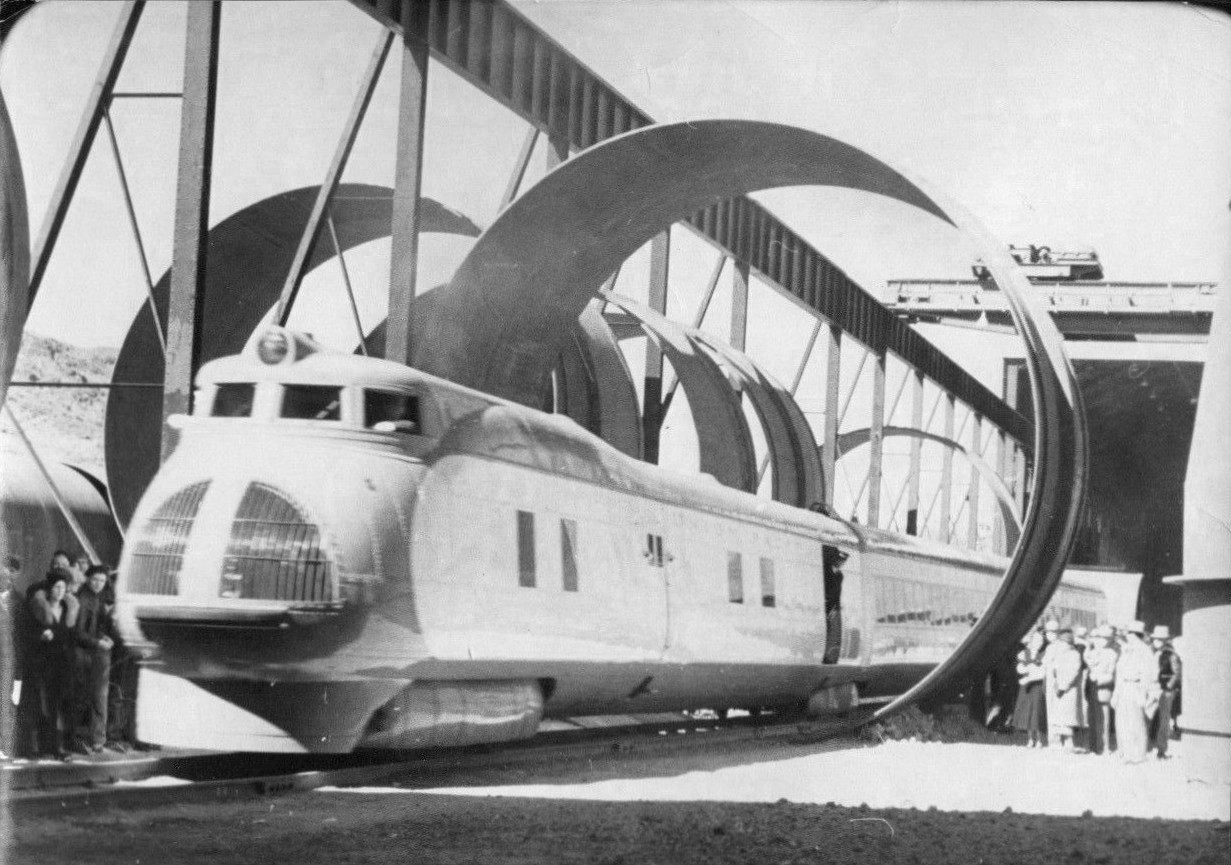
M-10000 на «фотосессии» у плотины Гувера 24 марта 1934 года

Проектирование и постройка М-10000 заняли девять месяцев и обошлись заказчику в 230 997 долларов. 12 февраля 1934 поезд был передан на испытания, а после их завершения отправился в рекламное турне общей длиной свыше 20 000 км. Первой остановкой стал Вашингтон, где поезд посетил президент Рузвельт. По одним источникам, Рузвельт совершил пробную поездку на М-10000, по другим, он отказался от неё по настоянию Секретной службы.
Во время турне представители кинокомпании RKO попытались договориться с «Юнион Пасифик» об аренде поезда для съёмок приключенческого фильма; менеджеры-железнодорожники наотрез отказалось, и звездой фильма «Серебряная полоса» (англ. The Silver Streak) стал «Зефир». Рекламные поездки затянулись, и в результате 11 ноября 1934 года именно «Зефир» первым начал регулярные перевозки пассажиров.
М-10000 начал регулярное движение на региональных маршрутах Среднего Запада 31 января 1935 года. В первые годы поезд носил фирменное имя «Стримлайнер» (англ. The Streamliner), а затем «Город Салайна» (City of Salina). Ежедневно он выполнял одну пару рейсов из Канзас-Сити в Салайну (301 км) и обратно, и одну пару рейсов из Канзас-Сити в Топику (109 км) и обратно, со средней скоростью около 96 км/ч (1 миля в минуту). Выбор третьестепенных провинциальных маршрутов объясняется, с одной стороны, скромной вместимостью М-10000, а с другой — консерватизмом владельца, опасавшегося аварий новой техники и связанных с ними репутационных рисков.
М-10000 был востребован пассажирами и выгоден для владельца: менее чем за семь полных лет службы он заработал 717 685 долларов выручки, втрое больше стоимости его постройки. 16 декабря 1941 года, после пробега 1 446 982 км (899 113 миль) поезд был выведен из эксплуатации вследствие полного износа двигателя. Вагоны находились в удовлетворительном состоянии, но замена старого двигателя на новый серийный дизель была запретительно дорога, а их использование в обычных пассажирских составах было затруднительно из-за малых габаритов М-10000. Авиационная промышленность воюющей страны требовала алюминия, и в 1942 году вагоны пошли в переплавку.

## Комментарии
1. ↑  «Лёгкие» пассажирские вагоны межвоенного периода весили примерно 50—55 т[43]